# Nodo lunare

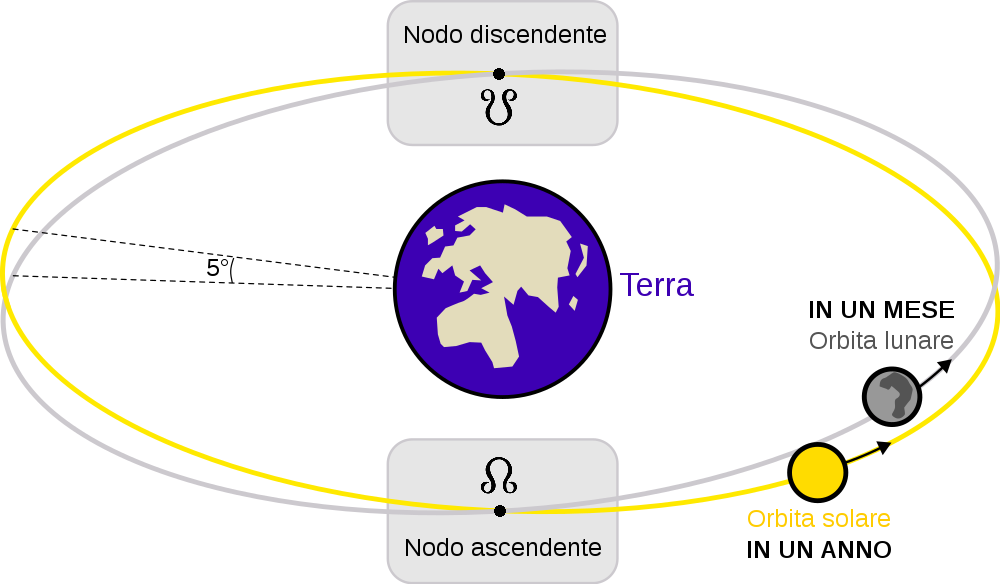
I nodi lunari sono i due punti in cui il percorso orbitale della Luna incrocia l'eclittica, ossia il percorso annuale del Sole lungo la sfera celeste.

Un nodo lunare è uno dei due nodi orbitali della Luna, cioè i due punti in cui l'orbita della Luna interseca l'eclittica. Il nodo ascendente (o nord) è il punto in cui la Luna si sposta nell'emisfero settentrionale dell'eclittica, mentre il nodo discendente (o sud) è dove entra nell'emisfero meridionale dell'eclittica.
Un'eclissi lunare può verificarsi solo quando la Luna piena è vicina (entro 11°38' di longitudine eclittica) ad entrambi i nodi lunari, mentre un'eclissi solare può verificarsi solo quando la Luna nuova è vicina (entro 17°25') ad entrambi i nodi lunari.
Poiché il piano orbitale della Luna esegue la precessione nello spazio, anche i nodi lunari eseguono la precessione attorno all'eclittica, completando una rivoluzione (chiamata periodo draconico o nodale) in 18,612958 anni (6.738,383 giorni (questa non è la stessa lunghezza di un saros). Lo stesso ciclo misurato rispetto ad un sistema di riferimento inerziale, come l'International Celestial Reference System (ICRS), un sistema di coordinate relativo alle stelle fisse, è di 18,599525 anni.
Entrambe le eclissi solari del luglio 2000 (il 1º e il 31º giorno) si sono verificate nel periodo in cui la Luna era al suo nodo ascendente. Le eclissi di nodo ascendente si ripetono in media dopo un anno draconico, che è circa 0,94901 anni gregoriani, così come le eclissi di nodo discendente.

## Nomi, simboli, e significato astrologico
(Girolamo Vitali, Lexicon Mathematicum, astronomicum geometricum, 1668.)

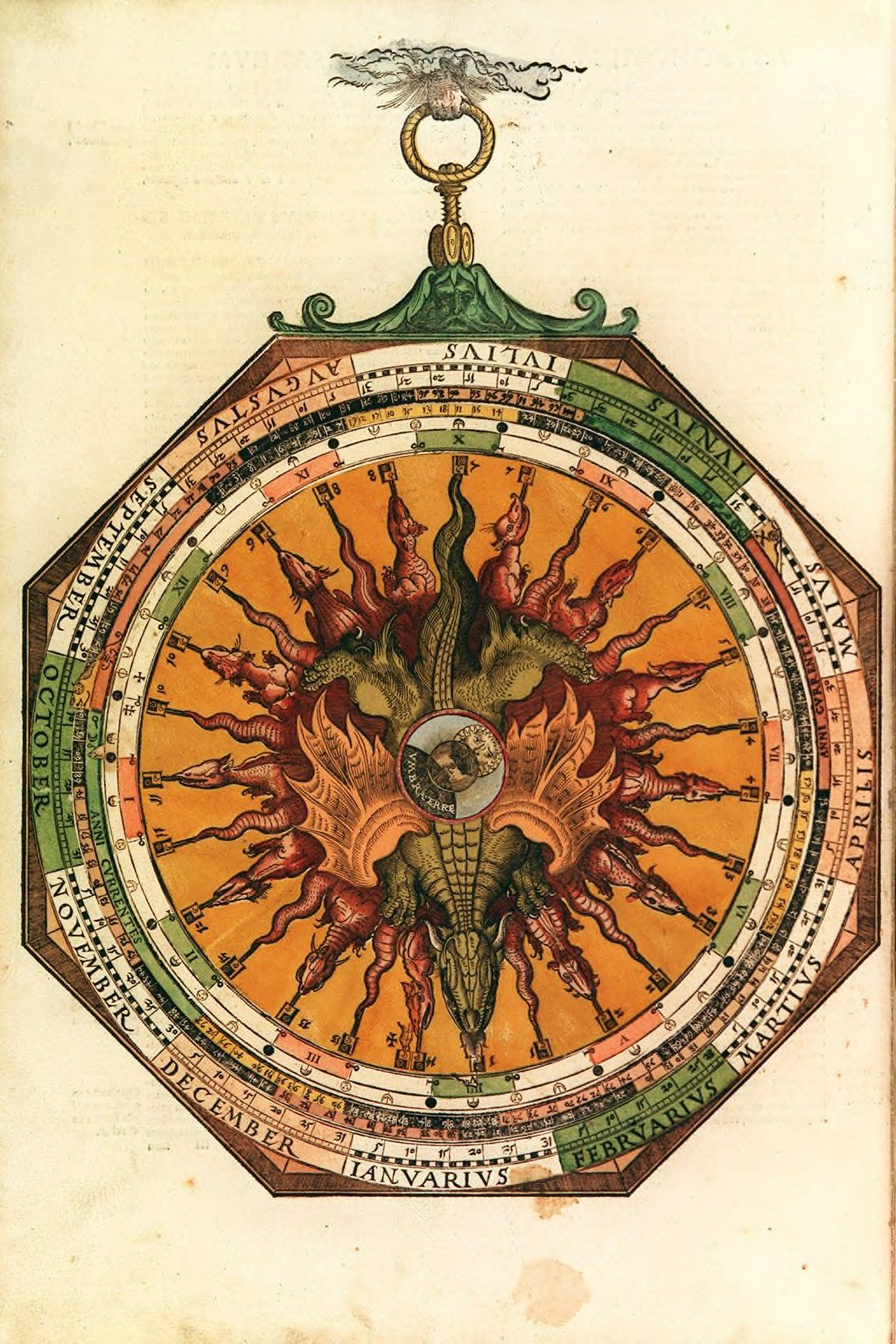
Il drago nell'Astronomicum Caesareum di Pietro Apiano, 1540.

Nei testi medievali, i due nodi sono chiamati in latino caput draconis («testa del drago») e cauda draconis («coda del drago»), corrispondenti a ras wa dhanav al-tinnîn in arabo, e rosh ha-tely u-zenavo in ebraico.
Tracciando un collegamento tra il nodo settentrionale-ascendente e quello meridionale-discendente, si ottiene infatti un asse all'interno dello zodiaco, storicamente assimilato a un drago, che nell'astrologia occidentale indicherebbe il significato della vita. La sua testa, il cui glifo è ☊, rappresenta l'inizio, la forza con cui si entra nel mondo, simboleggiando le qualità già possedute da una persona, teoricamente acquisite nell'arco di esistenze precedenti secondo l'astrologia karmica, mentre la coda, il cui glifo è ☋, consiste nel cammino da completare, ovvero le potenzialità da sviluppare, le prove e gli ostacoli da superare.
In accordo con quanto viene tramandato dal Lexicon Mathematicum di Gerolamo Vitali, il nodo lunare ascendente assume la stessa natura di Giove e Venere, facilitando il cammino evolutivo previsto in un tema natale, il nodo lunare discendente invece assume quella di Saturno e Marte, apportando difficoltà, ritardi, o complicazioni.
Nell'astronomia indù, i nodi sono considerati, con i sette pianeti, tra i nove Navagraha; il nodo ascendente è chiamato Rahu, quello discendente Ketu. Nell'astrologia tibetana (parzialmente basata sul Kālacakratantra) il nodo discendente è chiamato Kalagni.
Gli antichi astrologi, fra cui Tolomeo, facevano dei nodi lunari un uso molto più limitato rispetto agli astrologi moderni, che spesso li considerano al pari di corpi celesti, nonostante si tratti di punti fittizi. Henri-Joseph Gouchon nel suo Dizionario astrologico si attiene per questo all'opinione di Henri Selva secondo cui «dove non c'è niente, non può esserci influenza», al contrario di altri come Laurence Larzul che rigettano la prospettiva materialista per la quale ciò che è invisibile non sarebbe efficace, come dimostra ad esempio la posizione dell'ascendente, che pur non avendo maggiore materialità è ammessa da tutti gli astrologi occidentali.

## Declinazione estrema
L'orbita della Luna è inclinata di circa 5,14° rispetto all'eclittica; quindi, la Luna può trovarsi fino a circa 5° a nord o a sud dell'eclittica. L'eclittica è inclinata di circa 23,44° rispetto all'equatore celeste, il cui piano è perpendicolare all'asse di rotazione della Terra. Di conseguenza, una volta durante il periodo nodale di 18,6 anni (quando il nodo ascendente dell'orbita della Luna coincide con l'equinozio di primavera), la declinazione della Luna raggiunge un massimo e un minimo (estremi settentrionale e meridionale): circa 28,6° dall'equatore celeste. Pertanto, l'azimut del sorgere o del tramonto della luna ha i suoi punti più a nord e più a sud sull'orizzonte; la Luna al culmine ha la sua altitudine più bassa e più alta (quando il corpo transita per il meridiano) e i primi avvistamenti della Luna nuova hanno potenzialmente i loro ultimi tempi. Inoltre, le occultazioni dell'ammasso stellare delle Pleiadi da parte della Luna, che si trova a oltre 4° a nord dell'eclittica, si verifica durante un periodo relativamente breve una volta ogni periodo nodale.

## Effetto sulle maree
La precessione dei nodi lunari ha un piccolo effetto sulle maree terrestri: atmosferiche, oceaniche o costali. La US National Oceanic and Atmospheric Administration (NOAA) determina la bassa marea media inferiore (MLLW) in una località calcolando la media dell'altezza della marea più bassa registrata in quella località ogni giorno durante un periodo di registrazione di 19 anni, noto come National Tidal Datum Epoch. Il periodo di registrazione di 19 anni è il conteggio di un anno intero più vicino al ciclo di 18,6 anni dei nodi lunari.